# Trichosalpinx hypocrita
Trichosalpinx hypocrita är en orkidéart som först beskrevs av Leslie Andrew Garay och Galfrid Clement Keyworth Dunsterville, och fick sitt nu gällande namn av Carlyle August Luer. Trichosalpinx hypocrita ingår i släktet Trichosalpinx och familjen orkidéer. Inga underarter finns listade i Catalogue of Life.